# Wierbiąż Wyżny
Werbiąż Wyżny, Wierbiąż Wyżny (ukr. Верхній Вербіж, Werchnij Werbiż) – wieś na Ukrainie, w obwodzie iwanofrankiwskim, w rejonie kołomyjskim. W 2001 roku liczyła 1510 mieszkańców.
Wieś została założona w 1443 roku. W II Rzeczypospolitej miejscowość była siedzibą gminy wiejskiej Werbiąż Wyżny w powiecie kołomyjskim województwa stanisławowskiego.

## Urodzeni w Wierbiążu Wyżnym
- Ludwik Wierzbicki –   polski inżynier, budowniczy i dyrektor kolei żelaznych[3].
- Jan Kleski –  polski prawnik, ziemianin, poseł do Sejmu Krajowego Galicji, kołomyjski poseł do Rady Państwa, burmistrz Kołomyi, poseł na Sejm Ustawodawczy[4].